# Stade Ahmadou Ahidjo
Stade Ahmadou Ahidjo este un stadion polivalent din Yaoundé, Camerun. Este folosit mai ales pentru meciuri de fotbal, dar are și facilități pentru atletism. A fost construit în 1972. Stadionul a fost renovat în 2016 înaintea turneului Cupei Africii pe Națiuni Feminin. Are o capacitate de 42.500 de locuri. Este stadionul unde joacă meciurile de pe teren propriu al Canon Yaoundé, Tonnerre Yaoundé și al clubului feminin Louves Minproff. Stadionul este, de asemenea, cunoscut ca locul unde mai joacă meciurile de acasă echipa națională de fotbal a Camerunului, care a atras un record de prezență de 120.000 de spectatori la un meci de fotbal în anii 1980. Este unul dintre stadioanele pe care se joacă meciuri de fotbal de la Cupa Africii pe Națiuni 2021.